# 拓跋崙
拓跋崙（？—？），追尊魏昭成帝拓跋什翼犍曾孙，平卢郡太守、蒲城侯拓跋顗之子，北魏宗室、官员。

## 生平
拓跋崙在魏太武帝拓跋焘时期承袭了父亲的爵位蒲城侯，以功劳出任统万镇镇将，后跟随永昌王拓跋仁南征，另外从汝阴进军。拓跋崙渡过淮河后，刘宋的将军刘康祖驻扎在慰武亭拦截北魏军队的道路，北魏将士们很担心。拓跋崙说：“如今大风强劲，如果命令推动草车并行齐进，趁着风势放火，以精兵跟在后面进攻，一定可以打败他们。”大家都听从了拓跋崙的意见，斩杀了刘康祖，将他的首级传到行宫。魏文成帝拓跋濬即位后，拓跋崙出任秦州刺史，爵位升为陇西公。拓跋崙去世后，谥号定公，儿子拓跋琛继承爵位。

## 儿子
- 拓跋琛，北魏陇西公
- 元弼，北魏太尉府咨议参军[3]